# Норильская мульда
«Норильская мульда» — брахисинклинальный складчатый изгиб слоёв земной коры в северо-западной части Восточной Сибири на юго-западе п-ова Таймыр. Территориально располагается в Красноярском крае России. В средней части вогнутой формы мульды, в которой залегают более молодые слои, располагается город Норильск. Здесь также протекает одноименная река Норильская. Более древние слои на крыльях геологического изгиба располагаются на удалении друг от друга более двадцати километров и характеризуются богатыми минеральными и сырьевыми запасами Норильского рудного района и Норильского угольного месторождения. Район изгиба находится в зоне распространенной вечной мерзлоты, которая в средней части прослеживается на глубину до 500 м.

## Полезные ископаемые
В месторождения рудных полезных ископаемых входят сульфидные медно-никелевые месторождения «Норильск-1», «Талнахское» и «Октябрьское». В основном рудные ископаемые сосредоточены в северо-восточной части мульды, которая носит имя гор Хараелах в предгорьях плато Путорана. В этой области располагается город Талнах.
Месторождения угля сосредоточены в юго-западной части мульды, которая носит название хребта Лонгдокойский камень. Здесь находятся угольные месторождения северной части Тунгусского бассейна «Норильское 1» (г. Шмидта и г. Надежда) и «Кайерканское».
В районе также имеются месторождения нефти, газа и нерудных полезных ископаемых. Разработку ресурсов региона осуществляет ГМК «Норильский никель». В ближайшее время[какое?] работы на месторождениях Норильск-1 и Черногорское намерена начать группа «Русская платина».